# Geher-Länderkampf der Frauen 1984 BR Deutschland – Polen – Dänemark
| 4. Leichtathletik-Länderkampf mit bundesdeutscher Beteiligung 1984 | 4. Leichtathletik-Länderkampf mit bundesdeutscher Beteiligung 1984 |
| ------------------------------------------------------------------ | ------------------------------------------------------------------ |
|                                                                    |                                                                    |
| Gehervergleich der Frauen: BR Deutschland – Polen – Dänemark       |                                                                    |
| Austragungsort                                                     | Eschborn                                                           |
| Wettbewerbe                                                        | 1                                                                  |
| Datum                                                              | 3. Juni                                                            |
| 1. POL 2. FRG 3. DNK                                               | 22 P 17 P 06 P                                                     |
| Chronik                                                            |                                                                    |
| ← FRG-POL-SUI Geher (M)                                            | FRG-POL 10kampf (M) →                                              |

Im vierten Vergleich des Länderkampfjahres 1984 bestritten die bundesdeutschen Geherinnen wie ihre männlichen Kollegen am 3. Juni in Eschborn einen Länderkampf. Auch hier war einer der Gegner Polen. Als weiterer Kontrahent trat allerdings nicht die Schweiz, sondern Dänemark an. Auf Polen stießen die bundesdeutschen Geherinnen hier zum ersten Mal. An den Treffen mit den dänischen Geherinnen waren stets weitere Länder beteiligt gewesen, immer waren die Däninnen den bundesdeutschen Vertreterinnen dabei unterlegen gewesen. Im Vorjahr hatte Dänemark die Bundesrepublik in einem Zweiländerkampf dagegen besiegen können.

## Modus
Auf dem Programm stand ein Wettbewerb im Straßengehen über zehn Kilometer. Jedes Team konnte pro Disziplin mit drei Teilnehmerinnen antreten, die alle gewertet wurden. Dänemark stellte nur zwei Geherinnen. Die Punkte wurden wie im Länderkampf der Männer verteilt. 1. Platz: 10 Punkte / 2. Pl.: 8 P / 3. Pl.: 7 P / 4. Pl.: 6 P.

## Ergebnis
Den Einzelsieg holte sich eine Geherin aus Polen. Mit den Rängen eins, drei und fünf sammelte das polnische Team gleichzeitig auch die meisten Punkte für die Gesamtwertung. So setzte sich Polen durch und kam dabei auf 22 Punkte. Fünf Punkte dahinter belegte die Bundesrepublik Deutschland Rang zwei. Dänemark blieb mit sechs Punkten der dritte Platz.

## Resultat

### 10-km-Straßengehen
| Platz | Athlet             | Land | Zeit (h) |
| ----- | ------------------ | ---- | -------- |
| 1     | Beata Bacik        | POL  | 51:34    |
| 2     | Ingrid Adam        | FRG  | 52:14    |
| 3     | Lucya Rokitowskina | POL  | 52:28    |
| 4     | Barbara Knäringer  | FRG  | 52:29    |
| 5     | Grażyna Madura     | POL  | 52:45    |
| 6     | Lene Cassidy       | DNK  | 53:42    |
| 7     | Jutta Schwoche     | FRG  | 54:16    |
| 8     | Ulla Kristiansen   | DNK  | 54:42    |